# سیدلیتسه (استان اوپوله)
سیدلیتسه (به لهستانی: Siedlice) یک منطقهٔ مسکونی در لهستان است که در گمینا پوکوی واقع شده‌است.